# Nikolowein
Nikolowein ist eine österreichische Bezeichnung für einen Wein, dessen Trauben am 6. Dezember, dem Gedenktag des Heiligen Nikolaus, gelesen wurden. Üblicherweise handelt es sich um Eisweine oder Trockenbeerenauslesen.